# Lubiatowo (Grande-Pologne)
Pour les articles homonymes, voir Lubiatowo.
Lubiatowo (prononciation : [lubjaˈtɔvɔ], en allemand : Liebendorf) est un village polonais de la gmina de Dolsk dans le powiat de Śrem de la voïvodie de Grande-Pologne dans le centre-ouest de la Pologne.
Il se situe à environ 3 kilomètres au nord-ouest de Dolsk (siège de la gmina), à 10 kilomètres au sud de Śrem (siège du powiat) et à 46 kilomètres au sud de Poznań (capitale régionale).

## Histoire
De 1975 à 1998, le village faisait partie du territoire de la voïvodie de Poznań.

Depuis 1999, Lubiatowo est situé dans la voïvodie de Grande-Pologne.
Le village possède une population de 250 habitants.